# Lisbeth Bech-Nielsen

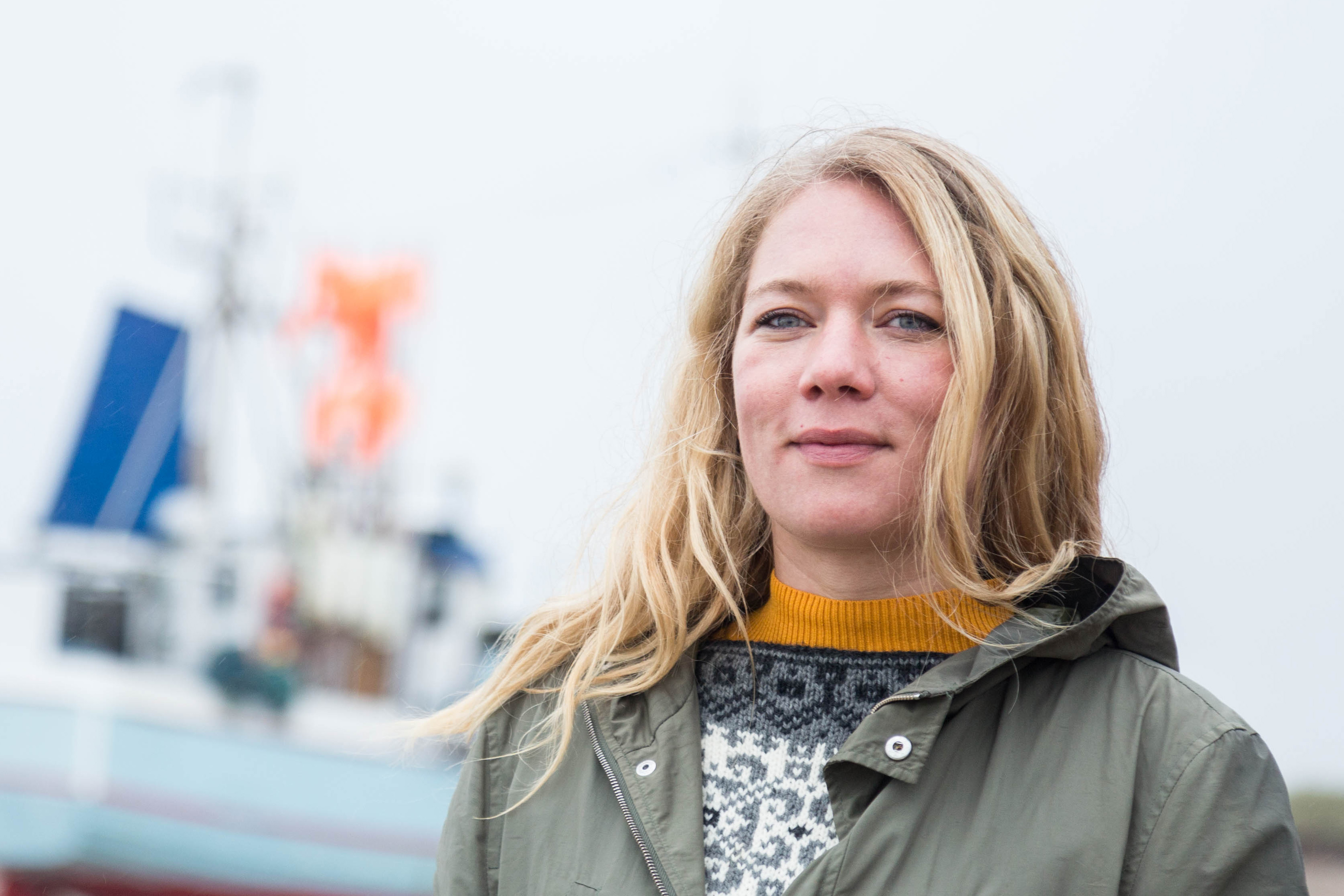
Danish MP for SF, Lisbeth Bech Poulsen, in North Jutland, 2018

Lisbeth Bech-Nielsen (nascida Lisbeth Bech Poulsen a 1 de dezembro de 1982, em Sønderborg) é uma política dinamarquesa, membro do Folketing pelo Partido Popular Socialista. Ela foi eleita para o Folketing nas eleições legislativas dinamarquesas de 2011.

## Carreira política
Bech-Nielsen ingressou no Folketing pela primeira vez após a eleição de 2011, com 1.334 votos e foi reeleita com 1.652 votos em 2015. Em ambas as eleições o seu assento era nivelado. Na eleição de 2019 ela recebeu 2.645 votos, o que foi suficiente para um assento distrital.